# Блондель, Морис
Мори́с Блонде́ль (фр. Maurice Blondel; 2 ноября 1861, Дижон — 4 июня 1949, Экс-ан-Прованс) — французский религиозный философ, один из родоначальников неотомизма.

## Биография
Родился в аристократической семье бургундского происхождения. Брат историка Жоржа Блонделя. В 1881 году поступил в Высшую нормальную школу в Париже, в 1893 году защитил диссертацию «L’Action» (диссертация была защищена, но запрещена к публикации Ватиканом). В 1895 году он стал преподавателем в Лилле, затем в Экс-ан-Провансе, получив звание профессора в 1897 году. Его жена умерла в 1919 году, и в 1927 году он вышел в отставку по состоянию здоровья. Между 1934 и 1937 годами опубликовал трилогию, посвящённую мысли, бытию и действию. В 1935 году опубликовал эссе «L'être et les êtres», а в 1946 году — «L’esprit chrétien».

## Философия

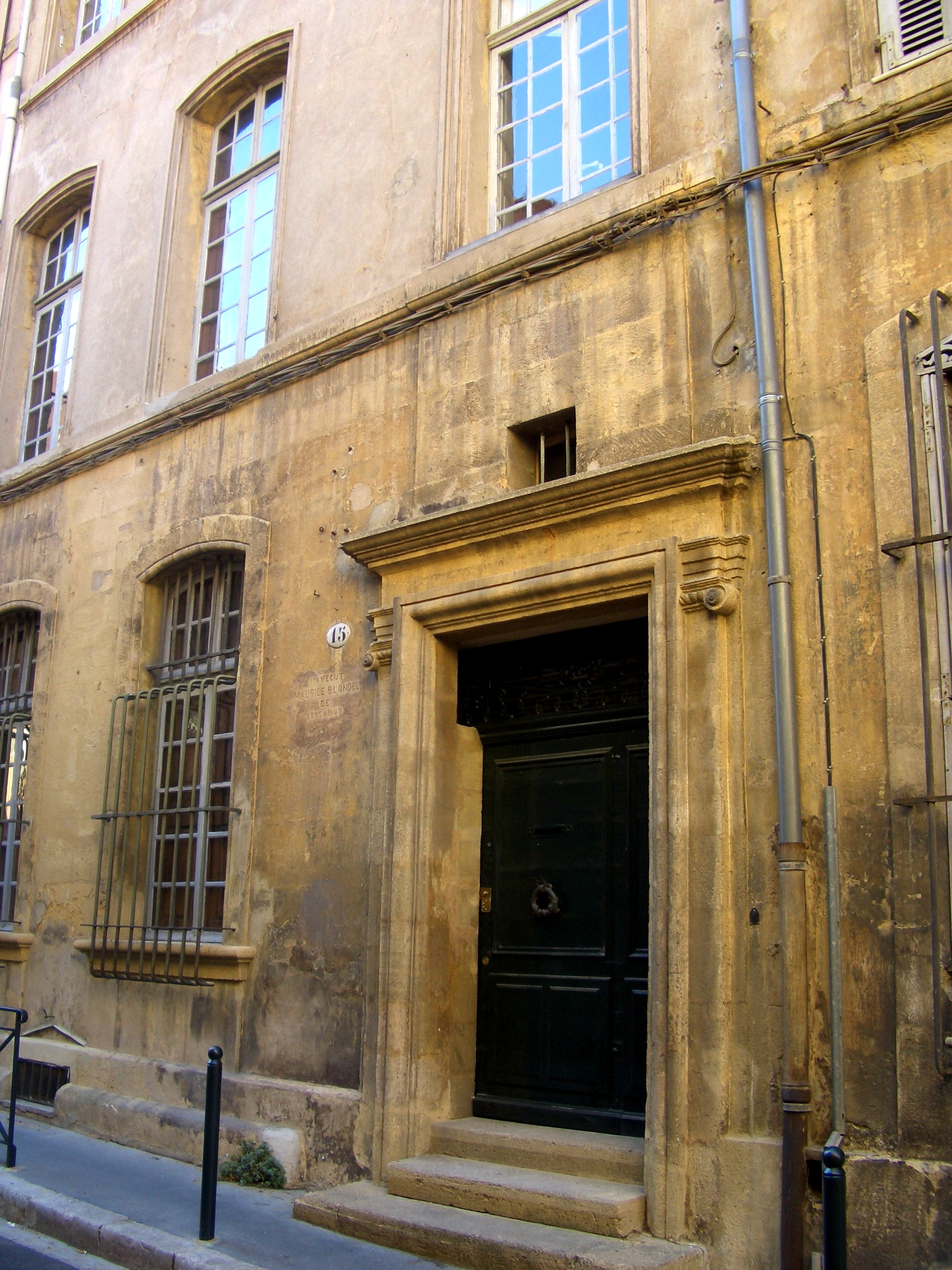
Дом Блонделя
в Экс-ан-Провансе

Блондель является основателем так называемой «философии действия», которая представляет собой синтез классической неоплатонической мысли с современным прагматизмом в контексте христианской философии религии. Блондель полагал, что действие само по себе никогда не сможет удовлетворить тоску человека по трансфинитному, которая может быть утолена только Богом, которого он охарактеризовал как «первый принцип и последний срок». Кроме того, большинство исследователей относят Мориса Блонделя к раннему течению трансцедентального неотомизма.